# Авантуре Саре Џејн (1. сезона)
Прва сезона британске научнофантастичне телевизијске серије Авантуре Саре Џејн премијерно је емитована на каналу СВВС од 24. септембра до 19. новембра 2007. године. Прва епизода серије је премијерно емитована на каналу BBC One 24. септембра 2007. Прва сезона броји 10 епизода.

## Опис
Поред Слејденове, главне улоге у првој сезони серије тумаче Јасмин Пејџ као Марија Џексон, 13-годишња комшиница Саре Џејн у Илингу, у западном Лондону, и Томи Најт као дечак по имену Лук кога је усвојила Сара Џејн на крају уводне приче. Трећи члан младе пратње Саре Џејн је 14-годишњи Клајд Лангер кога игра Данијел Ентони, а који је представљен у првој епизоди прве сезоне.

## Улоге
- Елизабет Слејден као Сара Џејн Смит
- Јасмин Пејџ као Марија Џексон
- Томи Најт као Лук Смит
- Данијел Ентони као Клајд Лангер

## Епизоде
| Бр. еп. (укупно) | Бр. еп. (у серији) | Наслов                                  | Редитељ       | Сценариста    | Премијера           | Прод. код | Гледаност у Британији (милиони) |
| --- | ------------------ | --------------------------------------- | ------------- | ------------- | ------------------- | --------- | ------------------------------- |
| 1 | 1                  | „Освета Слитинаца (1. део)”             | Алис Траутон  | Гарет Робертс | 24. септембар 2007. | 1.1       | 1,40                            |
| Марија и Лук крећу у своју нову школу у којој се друже са још једним дечаком Клајдом. Међутим, испоставило се да су двојица наставника и разредни генији Слитинци у људском облику. Они су безоблични смрдљиви освајачи са друге планете чији је циљ да униште Земљу искључивањем Сунца уз помоћ машине коју им Лук нехотице помаже да покрену. Породицу Слитинаца јури троје тинејџера по школи. |                    |                                         |               |               |                     |           |                                 |
| 2 | 2                  | „Освета Слитинаца (2. део)”             | Алис Траутон  | Гарет Робертс | 24. септембар 2007. | 1.2       | 1,55                            |
| Деца беже из Слитинцима и састају се са Саром Џејн у њеној кући. Откривају да ће сирће убити Слитинце, па се, наоружани боцама са сирћетом, враћају у школу и уништавају троје одраслих Слитинаца и њихову машину. Карл, који је преузео облик одељенске кутије за мозак, бежи преко телепорта, али Сара Џејн претпоставља да је мртав. Код куће она прихвата Клајда у групу, али тражи од њега да не прича другима о њиховим искуствима. |                    |                                         |               |               |                     |           |                                 |
| 3 | 3                  | „Око Горгоне (1. део)”                  | Алис Траутон  | Фил Форд      | 1. октобар 2007.    | 1.3       | 1,47                            |
| Пријављен је дух часне сестре у дому за старе Лавендер Лонс и Сара Џејн и деца истражују. Позната путница и станарка Беа Нелсон-Стенли даје Луку талисман који служи као кључ за отварање портала у свемиру. Група монахиња на челу са сестром Хеленом жели талисман јер је њихова игуманија заправо Горгона чији је изглед већ укаменио управницу дома. Отварање портала омогућиће Горгонама да стигну у данашње време на Земљу и преузму власт. Алан Џексон невино улази у собу у којој се налази Горгона и такође је претворен у камен. |                    |                                         |               |               |                     |           |                                 |
| 4 | 4                  | „Око Горгоне (2. део)”                  | Алис Траутон  | Фил Форд      | 8. октобар 2007.    | 1.4       | 1,44                            |
| Беа говори Марији да ју је једном Горгона претворила у камен, али талисман може да обрне поступак. Прекасно је за претходне жртве, али Алан се може спасити иако постоји рок. Часне сестре имају талисман, али Лук га отима од њих и уништава портал који ће Горгонама омогућити приступ. Горгона, заправо игуманија реда монахиња, спрема се да скине свој вео да би скаменила Сару Џејн, али Марија, користећи огледало које јој је дала Беа, уместо тога враћа Горгонин поглед на сестру Хелену, окончавајући моћ Горгоне. Алан се враћа себи, а његова бивша жена Криси која је дошла да живи код њега, али је генерално изазвала још више узнемирења, враћа се свом дечку. |                    |                                         |               |               |                     |           |                                 |
| 5 | 5                  | „Ратници Кудлака (1. део)”              | Чарлс Мартин  | Фил Гледвин   | 15. октобар 2007.   | 1.5       | 1,43                            |
| Тинејџери нестају и сви су посетили Комбат 300, нови центар за ласерске игре. Када су Лук и Клајд отишли до центра, добро им је ишло у игри, али су и они нестали. Сара Џејн и Марија истражују, али се суочавају са Кудлаком, руководиоцем центра. |                    |                                         |               |               |                     |           |                                 |
| 6 | 6                  | „Ратници Кудлака (2. део)”              | Чарлс Мартин  | Фил Гледвин   | 22. октобар 2007.   | 1.6       | 1,60                            |
| Измичући Кудлаку, Сара Џејн открива из свог рачунара господина Смита да је Кудлак из расе Уводни, послат на Земљу да регрутује ратнике у борби својих народа против противника Малаха. Клајд и Лук су међу регрутима на броду који путује на Кудлакову планету, али Сара Џејн успева да телепортује себе и Марију на брод на ком су виделе Господарицу, рачунар чијим се наређењима Кудлак повинује. У ствари, рат са Малахом се завршио годинама раније а вођа Уводних је то рекао Господарици али 'она' није била програмирана да призна мир и одржала је регрутацију. Сазнавши ово, Кудлак уништава рачунар и пушта своје заробљенике назад на Земљу.                        |                    |                                         |               |               |                     |           |                                 |
| 7 | 7                  | „Шта се десило са Саром Џејн? (1. део)” | Грејем Харпер | Гарет Робертс | 29. октобар 2007.   | 1.7       | 1,61                            |
| У посети Сари Џејн Марија се запрепастила када је пронашла да је њено место заузела Андреа, жена исте старосне групе која очигледно годинама живи у кући. Новине из више од четрдесет година откривају да је Сара Џејн, тада 13-годишња, пала у смрт са пристаништа где су се она и Андреа играле. Када ју је Марија суочила са овим, Андреа одлази на таван и призива фигуру у плашту, ПШаљивџију који шаље патуљка по имену Граске да превезе Марију назад у 1964. где она упознаје ученице Андреу и Сару Џејн. |                    |                                         |               |               |                     |           |                                 |
| 8 | 8                  | „Шта се десило са Саром Џејн? (2. део)” | Грејем Харпер | Гарет Робертс | 5. новембар 2007.   | 1.8       | 1,73                            |
| Уклоњене из двадесет првог века Марија и Сара Џејн се налазе у лимбу где им Шаљивџија каже да је Сара Џејн одведена тамо да би је спречила да заустави метеорит који је ударио у Земљу. Алан, заинтригиран што је његова ћерка нестала, разговара са Андреом која признаје да је она, а не Сара Џејн, умрла 1964. године, али да јој је сада понуђен нови живот на рачун старе другарице. Међутим, када је упозната са стањем и пошто је Алан вратио Марију, она се жртвовала да би обновила Сару Џејн која зауставља метеоритску претњу. Алан први пут постаје свестан да пријатељи његове ћерке не воде обичне животе.                                                        |                    |                                         |               |               |                     |           |                                 |
| 9 | 9                  | „Изгубљени дечак (1. део)”              | Чарлс Мартин  | Фил Форд      | 12. новембар 2007.  | 1.9       | 1,77                            |
| Уплакани пар се појављује на телевизији да апелује на повратак свог изгубљеног сина Ешлија. Према Смитовој анализи ДНК дечака, 'Ешли' и Лук су иста особа и, пошто је Криси Џексон позвала полицију, невољни Лук је враћен 'кући'. Њега је закључао у својој соби пар који су у ствари Слитинци као и други дечак, дете геније по имену Нејтан, иако га је Лук од раније познавао као Карла. Слитинци ступају у везу са 'Ксилоком' за упутства, али се испоставило да је Ксилок господин Смит који је постао одметник и планира да уништи Земљу ослобађањем других припадника рода Ксилока.                                                                                     |                    |                                         |               |               |                     |           |                                 |
| 10 | 10                 | „Изгубљени дечак (2. део)”              | Чарлс Мартин  | Фил Форд      | 19. новембар 2007.  | 1.10      | 1,86                            |
| Лук на крају бежи Слитинцима, али већи проблем је господин Смит који покушава да убије Сару Џејн и њене комшије. Међутим, помоћ долази из неочекиване четврти, К9, старог пса робота Доктора Хуа који сада живи са Саром Џејн и који држи господина Смита заузетим борбом док Алан припрема вирус који на крају гаси господина Смита и враћа га као доброћудног помоћника Саре Џејн док Слитинци беже празних руку. |                    |                                         |               |               |                     |           |                                 |